# Canyon Barry
Canyon Barry (Fort Wayne, 7 gennaio 1994) è un cestista statunitense.

## Biografia
È il figlio dell'ex cestista Rick Barry, membro del Naismith Memorial Basketball Hall of Fame, e nipote di Brent, Jon, Scooter e Drew, a loro volta cestisti.